# Тулуза-4
Тулуза-4 (фр. Toulouse-4, окс. Tolosa-4) — кантон во Франции, находится в регионе Юг — Пиренеи, департамент Верхняя Гаронна. Входит в состав округа Тулуза.
Код INSEE кантона — 3136. Кантон Тулуза-4 включает в себя часть коммуны Тулуза.

## Население
Население кантона на 2011 год составляло 38 329 человек.
| 1968 | 1975 | 1982 | 1990 | 1999   | 2006   | 2011   |
| ---- | ---- | ---- | ---- | ------ | ------ | ------ |
| —    | —    | —    | —    | 31 016 | 34 684 | 38 329 |